# Proterorhinus nasalis
Proterorhinus nasalis är en fiskart som först beskrevs av De Filippi, 1863.  Proterorhinus nasalis ingår i släktet Proterorhinus och familjen smörbultsfiskar. IUCN kategoriserar arten globalt som livskraftig. Inga underarter finns listade i Catalogue of Life.